# Kaktusová zahrada

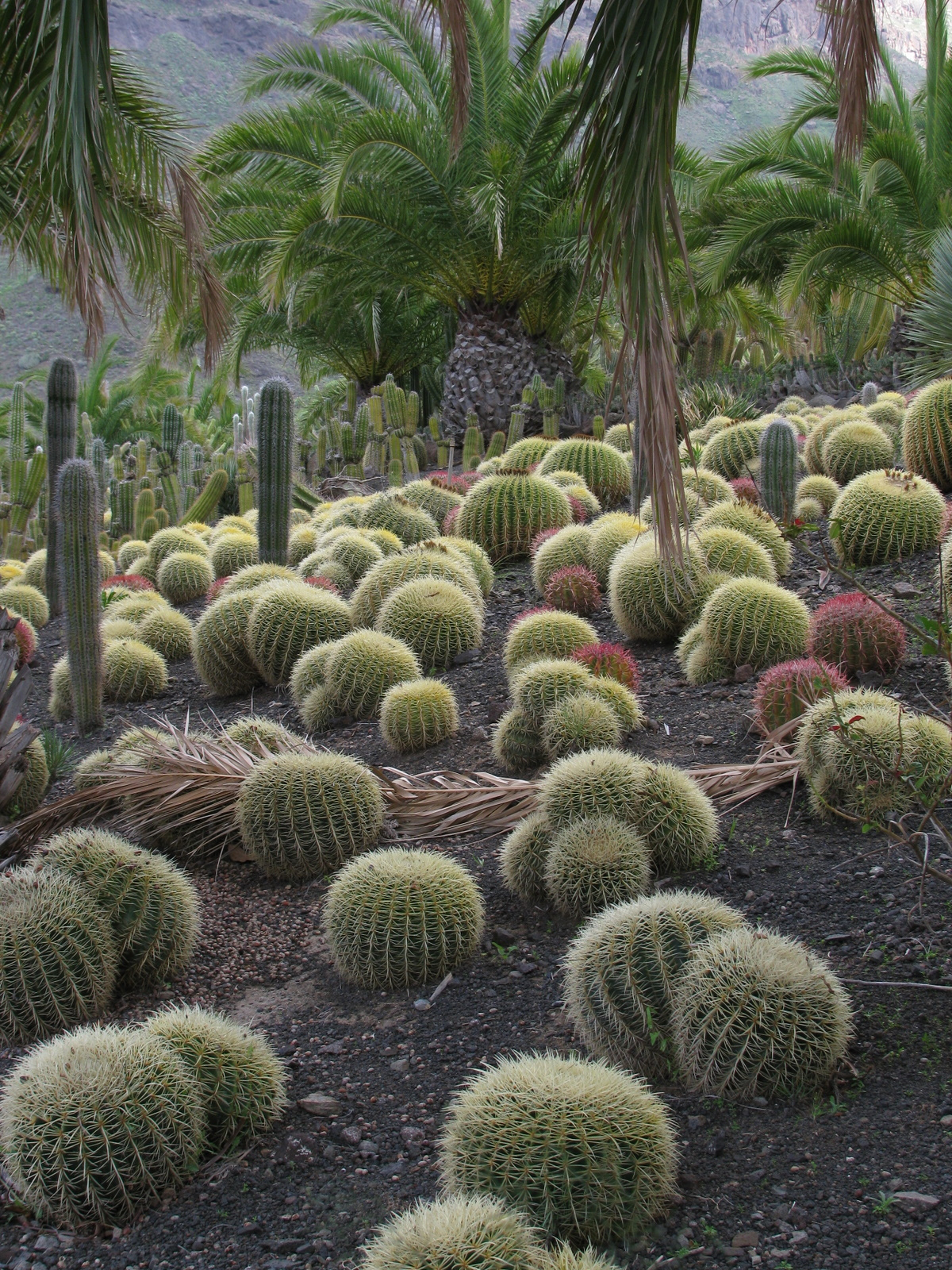
kaktusová zahrada Cactualdea na ostrově Gran Canaria

Kaktusová zahrada je lidmi upravený pozemek s uměle vysázenou teplomilnou vegetací, prostor kde jsou obvykle pěstovány nebo umístěny rostliny řazené mezi kaktusy (a sukulenty). Může sloužit k odpočinku, volnočasovým aktivitám, reprezentaci, pro pěstování rostlin určených ke konzumaci nebo i jinému účelu.
Vědeckým, výzkumným a pedagogickým účelům pak slouží specializované sbírky rostlin, které jsou často také nějak řazeny. Úpravy rostlin někdy napodobují přirozené prostředí. V podmínkách ČR jsou jako kaktusové zahrady upraveny skleníky a méně často venkovní prostory s otužilými druhy (např. opuncie).
Mezi známé botanické zahrady které se pyšní úpravou nazvanou „kaktusová zahrada“ patří botanická zahrada Giardini Ravino, Jardín de Cactus na Lanzarote. V ČR je známá například sbírka v Českých Budějovicích.